# رماد متطاير

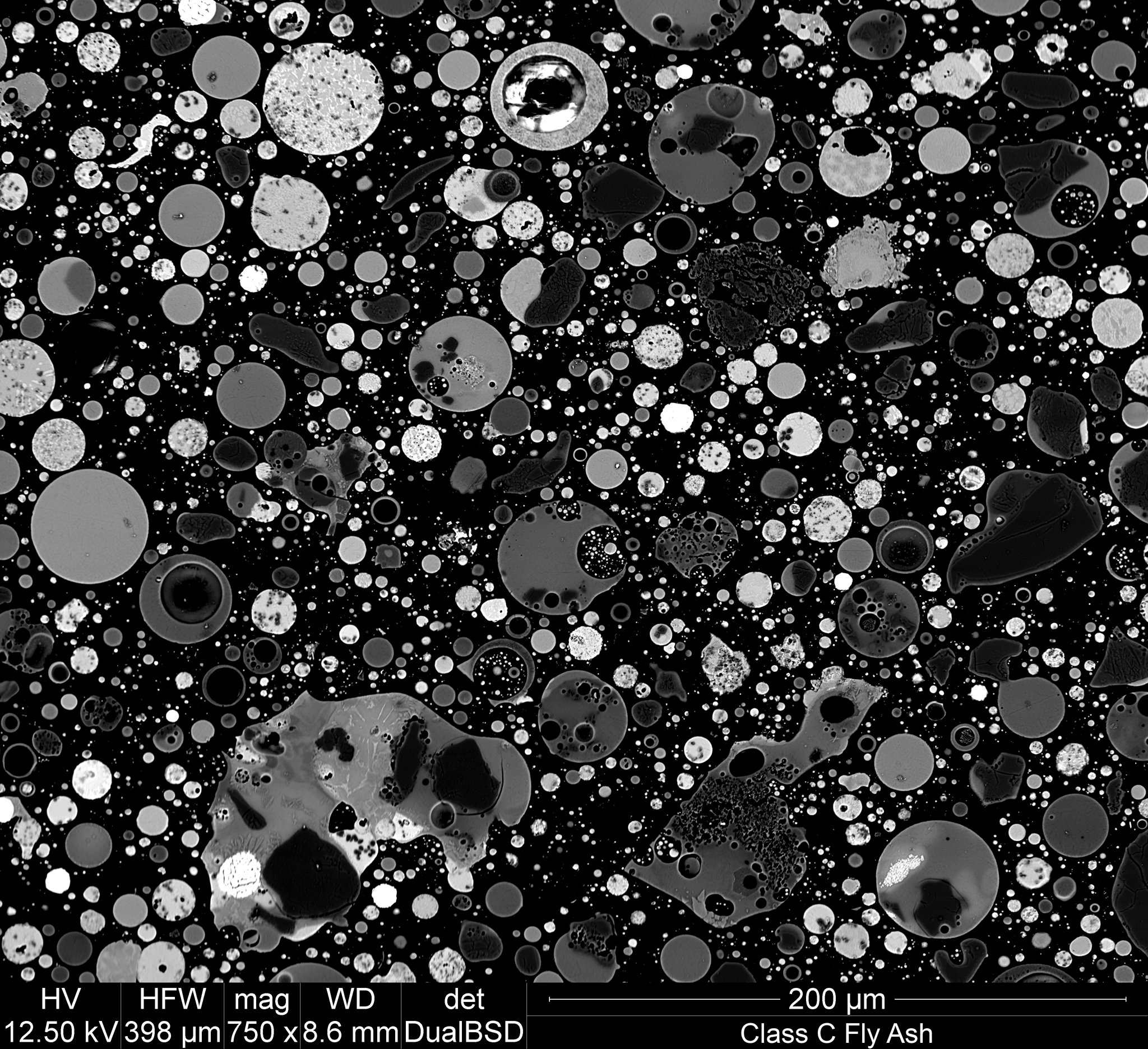
صورة مجهرية مأخوذة من جهاز المسح الإلكتروني تظهر مقطع عرضي لجسيمات الرماد المتطاير.

الرماد المتطاير والمعروف أيضا باسم رماد المداخن، هي واحدة من بقايا مواد الاحتراق، وتضم الجسيمات الدقيقة التي ترتفع مع غازات الدخان أو المداخن. ويطلق الرماد الذي لا يرتفع رماد القاع، والرماد المتطاير. وعادةً ما يشير إلى الرماد الناتج أثناء احتراق الفحم. عموما يتم التقاط الرماد المتطاير من المرسبات الكهروستاتيكية أو غيرها من معدات الترشيح الجسيمات قبل الوصول إلى غازات المداخن المداخن من محطات توليد الطاقة التي تعمل بالفحم، وجنبا إلى جنب مع الرماد السفلي إزالتها من الجزء السفلي من الفرن في هذه الحالة هو معروف بالاشتراك ورماد الفحم. تبعا لمصدر والمكياج من الفحم التي أحرقت، والرماد المتطاير من مكونات تختلف اختلافا كبيرا، ولكن كل الرماد المتطاير يتضمن كميات كبيرة من ثاني أكسيد السيليكون (شافي 2) (كلا متبلور والبلورية) و أكسيد الكالسيوم (كاو)، وكلاهما يجري المتوطنة في كثير من المكونات الحاملة للفحم طبقات الصخور.
المكونات السامة محددة تعتمد على الفحم ماكياج السرير، ولكن قد تشمل واحدة أو أكثر من العناصر التالية أو المواد بكميات من كميات ضئيلة لفي المئة عديدة: الزرنيخ، البريليوم، البورون، الكادميوم، الكروم، الكروم السادس، الكوبالت، الرصاص، المنغنيز ، الزئبق، الموليبدينوم، السيلينيوم، السترونتيوم، الثاليوم، و الفاناديوم، جنبا إلى جنب مع الديوكسين و مركبات PAH . [1] [2]
في الماضي، تم إطلاق سراح عموما الرماد المتطاير في الجو، ولكن معدات مكافحة التلوث تكليف في العقود الأخيرة تتطلب الآن أن يتم القبض عليه قبل أن يفرج عنه. في الولايات المتحدة، يتم تخزين عموما الرماد المتطاير الفحم في محطات الطاقة أو وضعها في مدافن النفايات. يتم تدوير حوالي 43٪، [3] كثيرا ما تستخدم لتكملة بورتلاند الاسمنت في إنتاج الخرسانة. وقد أعرب بعض المخاوف الصحية حول هذا الموضوع. [4]
في بعض الحالات، مثل حرق المخلفات الصلبة لتوليد الكهرباء («استرداد الموارد» الملقب مرافق النفايات إلى طاقة المرافق)، قد الرماد المتطاير تحتوي على مستويات أعلى من الملوثات من الرماد السفلي والمتطاير وخلط الرماد السفلي معا يجلب مستويات متناسبة من الملوثات داخل النطاق إلى وصفها بأنها غير الخطرة النفايات في دولة معينة، في حين، غير مخلوطة، والرماد المتطاير سيكون ضمن النطاق في التأهل على أنها نفايات خطرة.